# L'Honneur japonais

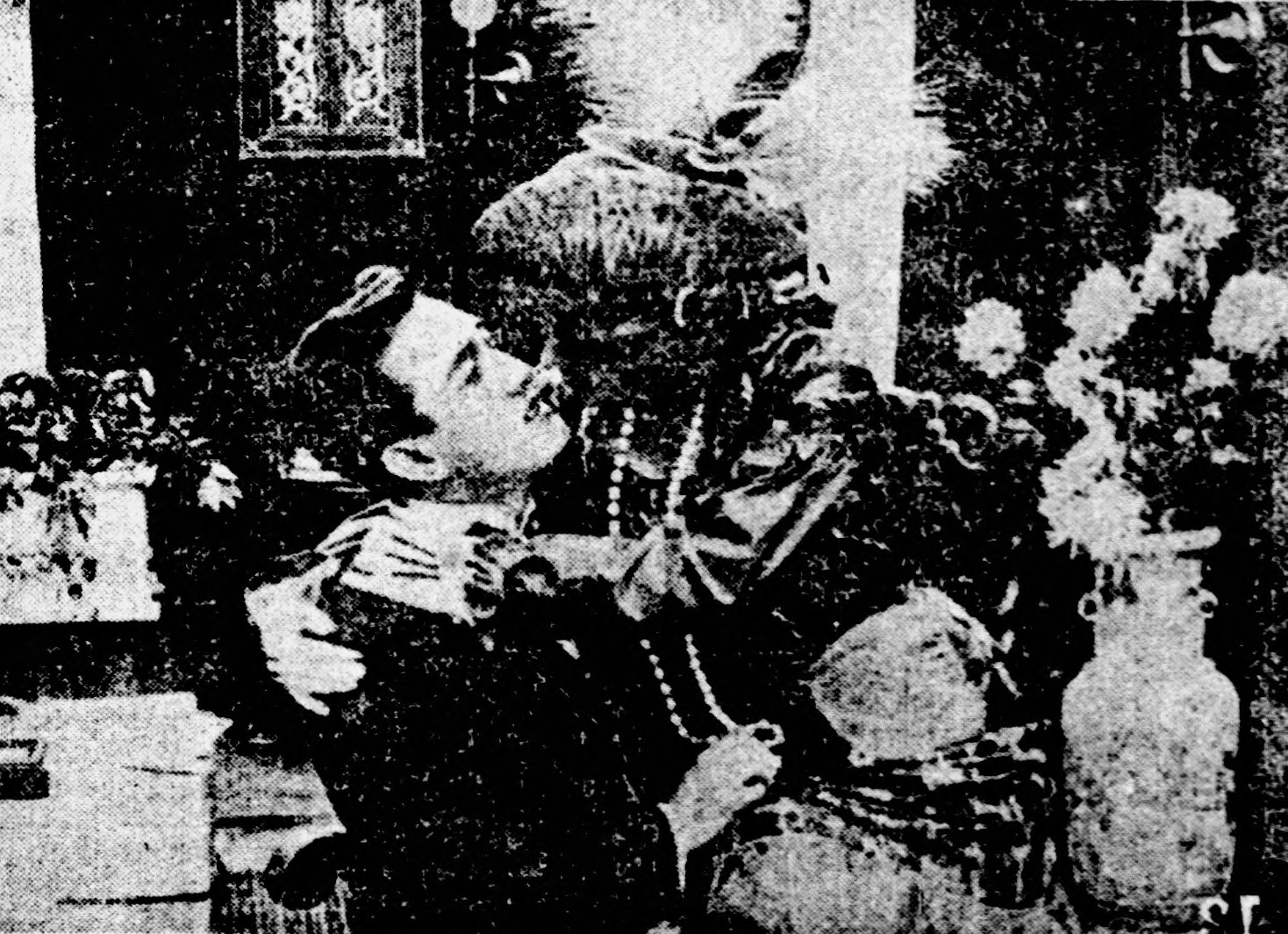
Extrait d'une scène publié dans un journal de 1914.

L'Honneur japonais (The Typhoon) est un film muet américain réalisé par Reginald Barker, sorti en 1914.

## Synopsis
L'amour impossible entre un jeune japonais et une actrice parisienne.

## Fiche technique
- Titre : L'Honneur japonais
- Titre original : The Typhoon
- Réalisation : Reginald Barker
- Scénario : Melchior Lengyel
- Producteur : Thomas H. Ince
- Société de production : New York Motion Picture
- Pays de production :  États-Unis
- Langue : Anglais
- Format : Noir et blanc- Muet
- Durée : 50 min
- Dates de sortie : 
  - États-Unis : 10 octobre 1914

## Distribution
- Sessue Hayakawa
- Gladys Brockwell
- Frank Borzage
- Leona Hutton
- Tsuru Aoki